# Carl Anton Mense
Carl Anton Mense (* 28. März 1861 in Rheine; † 24. Oktober 1938 in Kassel) war ein deutscher Tropenmediziner und Forschungsreisender.

## Leben

### Ausbildung und erste Reisen
Carl Anton Mense wurde 1861 in Rheine geboren, wo er am Gymnasium Dionysianum das Abitur ablegte. Anschließend studierte er an den Universitäten Leipzig, Kiel, Berlin und München Medizin. Sein Staatsexamen legte er 1884 in München ab. Im gleichen Jahr verfasste er seine Promotionsarbeit mit dem Titel "Über das Verhalten von Kleidungsstoffen in tropfbar-flüssigem Wasser" im hygienischen Institut in München.
Später im Jahr 1884 wurde Mense Schiffsarzt und reiste als Besatzungsmitglied eines niederländischen Frachters nach Niederländisch-Indien. Durch diese Erfahrung inspiriert, versuchte er in der Folge, seinen Arztberuf mit Forschungstätigkeiten und -reisen zu verbinden. Sein besonderes Interesse galt hierbei Afrika.
1885 trat er in die belgische "Internationale Afrika-Gesellschaft" ein, die entlang des Kongo eine Reihe von Stationen angelegt hatte. Im Juni 1885 reiste Mense dann selbst in den Kongo, wo er hauptsächlich in den Stationen Vivi und Leopoldville (heute: Kinshasa) arbeitete. Dort war er als Arzt tätig und führte nebenbei anthropologische und linguistische Untersuchungen bei Eingeborenen durch, außerdem beschäftigte er sich mit Wetterbeobachtungen. Weiterhin erkundete er auch die Umgebung der Stationen. So war er der erste Europäer, der einen Gipfel des Mangele-Gebirges bestieg, der später, als Anerkennung für seine Leistung, "Pic Mense" genannt wurde. Als Arzt hatte Mense mit Krankheiten zu tun, mit denen die deutsche medizinische Forschung bisher entweder kaum in Kontakt gekommen war, so etwa mit Beriberi, Trypanosomiasis (Schlafkrankheit), Medinawurm ("Guinea-Wurm") und Frambösie, oder deren Ursachen und Entstehung bisher nicht eingehend erforscht waren, so etwa bei Malaria oder Lepra.
Mense konnte sich daher nur auf die Behandlung der Symptome beschränken. Trotz dieses Umstands und trotz der Knappheit der vorhandenen Arzneimittel, die in ihrer Wirksamkeit auch erst erprobt werden mussten, kam Mense zu guten Ergebnissen und war stolz darauf, dass während der Zeit seines Aufenthaltes kein Weißer an dem berüchtigten Schwarzwasserfieber gestorben war. Gegen Ende seines Aufenthaltes im Kongo beteiligte sich Mense noch an einer Expedition in das Gebiet des Kwango, eines südlichen Nebenflusses des Kongo, dessen Lauf noch nicht vollständig bekannt war. Mense beendete seinen Kongoaufenthalt 1887.

### Weitere Reisen und Niederlassung
Nach seiner Rückkehr arbeitete Mense kurzzeitig als Assistenzarzt im Lazarus-Krankenhaus Berlin, übernahm aber noch in 1887 die Praxis von
Paul Langerhans auf Madeira. Auch auf Madeira blieb Mense jedoch nur kurz, da einer seiner Patienten, der chronisch lungen- und nierenkranke Großindustrielle Paul Riebeck aus Halle, ihn bat, ihn als sein Leibarzt auf eine Weltreise zu begleiten, die dieser noch vor seinem Tod durchführen wollte. Zusammen fuhren beide 1888 zuerst nach Südafrika. Den Aufenthalt und verschiedene Rundreisen im Land nutzte Mense unter anderem, um das Volk der Buschmänner zu studieren. Über Neuseeland, Australien und Samoa wurde die Reise weiter nach Singapur und in die chinesischen und japanischen Kaiserreiche fortgesetzt. In Yokohama starb Riebeck und Mense kehrte über Nordafrika nach Deutschland zurück. In Deutschland begann Carl Mense 1890 als Assistenzarzt unter Max Joseph an der Berliner Hautklinik zu arbeiten. Im gleichen Jahr ließ er sich dann als Arzt für Haut- und Geschlechtskrankheiten in Kassel nieder. Mense litt unter einem fortschreitenden Augenleiden, worin vermutlich der Grund dafür lag, dass er auf weitere Reisen verzichtete und sich in Kassel niederließ.

## Familie
Die Eltern, Vater Georg Mense und Mutter Theodora Mense, geb. Kümpers, waren Kaufleute in Rheine und unterhielten ein Kaufhaus. Carl Mense war das jüngste von sechs Kindern. Seine Mutter starb bei seiner Geburt.
Der Bruder von Carl Menses Mutter, Carl Kümpers, war zusammen mit Carl Timmerman Teilhaber der Firma C. Kümpers und Timmerman (Baumwoll-Spinnerei und Weberei) und damit einer der Begründer der Baumwollindustrie in Rheine.
Am 15. September 1890 heiratete Mense seine Frau Anna Brenken. Das Ehepaar hatte acht Kinder, ein Kind starb bereits mit drei Jahren an einer Rippenfellentzündung.

## Veröffentlichungen
Nach seiner Niederlassung in Kassel begann Mense, die umfangreichen Forschungsergebnisse seiner Reisen wissenschaftlich auszuwerten. Bereits nach seiner Rückkehr aus Afrika hatte er einige Berichte über medizinische, hygienische, geographische und völkerkundliche Themen veröffentlicht. 1897 gründete er mit dem Archiv für Schiffs- und Tropenhygiene die erste unabhängige tropenmedizinische Zeitschrift Deutschlands – dies gilt als sein bekanntestes Werk. Mense gewann die ersten Tropenmediziner als Autoren für das Archiv und machte es so zu einer internationalen Zeitschrift, die als führend auf ihrem Gebiet galt. Mense selbst veröffentlichte in der Zeit zwischen 1897 und 1931 insgesamt 33 Artikel, meist Abhandlungen über verschiedene Krankheiten, aber auch über allgemeinere tropenmedizinische Themen, wie Tagungsberichte und Nachrufe auf verstorbene Kollegen und Mitarbeiter. Die Schriftleitung gab er 1916 an drei Professoren des Tropenmedizinischen Instituts Hamburg, Friedrich Fülleborn, Martin Mayer und Peter Mühlens, weiter, blieb allerdings auch in der Zeit danach mit dem Archiv eng verbunden und korrigierte z. B. Texte. Weitere Veröffentlichungen Menses waren (unter anderem):
- Linguistische Beobachtungen vom unteren und mittleren Kongo, Fisher & Co., Kassel, 1895
- Tropische Gesundheitslehre und Heilkunde, 2 Bände, Süsserott, Berlin, 1902
- Handbuch der Tropenkrankheiten, Johann Ambrosius Barth Verlag, Leipzig, 1905
- Handbuch der Kosmetik, 1912
- Die Kosmetik im heißen Klima, Artikel hrsg. von Max Joseph, 1912
- Pocken und pockenähnliche akute Exantheme in den Tropen, Johann Ambrosius Barth Verlag, Leipzig, 1914
- Die afrikanische menschliche Trypanosomenkrankheit (Schlafkrankheit), Johann Ambrosius Barth Verlag, Leipzig, 1916
- Wenig bekannte Krankheitsbilder und Krankheitsbezeichnungen (von Tropenkrankheiten), Johann Ambrosius Barth Verlag, Leipzig, 1923

## Weitere Tätigkeiten
Von 1900 bis 1914 war Carl Mense, neben seiner Tätigkeit als Hautarzt in Kassel, Lehrer an der Kolonialschule in Witzenhausen. Die 1898 gegründete Schule hatte sich zur Aufgabe gesetzt, Landwirte, Pflanzer, Techniker und Kaufleute auf die Arbeit in den deutschen Kolonien, vor allem in Afrika, vorzubereiten. Dies kam Mense, der als Kolonialist die Ansiedlung von Europäern in den Tropen vorantreiben wollte, entgegen. Mense dozierte dort über Tropen-Gesundheitslehre und Tropenhygiene. Direktor der Schule war der Koblenzer Divisionspfarrer Albert Fabarius. Dieser setzte sich ab 1906 stark für die Ernennung Menses zum Professor ein, die dann im Dezember 1909 erfolgte. Mense war bis 1914 an der Kolonialschule tätig. Zu Beginn des Ersten Weltkrieges sank die Schülerzahl so stark, dass Mense seine Lehrtätigkeit nicht fortsetzen konnte.
1924 unternahm er im Alter von 63 Jahren noch einmal eine viermonatige Reise als Schiffsarzt an Bord der "Sachsen" nach Panama und Kalifornien. Carl Mense war Mitglied des Vorstandes der Deutschen Tropenmedizinischen Gesellschaft sowie der Deutschen Kolonialgesellschaft. Am 24. Oktober 1938 verstarb Carl Mense im Alter von 77 Jahren in Kassel.

## Weblink
- Der Tropenmediziner Carl Mense (1861–1938) Leben und Werk. In: Archiv der Universität Heidelberg. Abgerufen am 1. Dezember 2015.

| Personendaten    | Personendaten                                     |
| ---------------- | ------------------------------------------------- |
| NAME             | Mense, Carl Anton                                 |
| ALTERNATIVNAMEN  | Mense, Carl                                       |
| KURZBESCHREIBUNG | deutscher Tropenmediziner und Forschungsreisender |
| GEBURTSDATUM     | 28. März 1861                                     |
| GEBURTSORT       | Rheine                                            |
| STERBEDATUM      | 24. Oktober 1938                                  |
| STERBEORT        | Kassel                                            |